# Conus tessulatus
Espèce
Statut de conservation UICN

 LC  : Préoccupation mineure
Conus tessulatus est une espèce de mollusque gastéropode marin de la famille des Conidae. Ce sont des prédateurs venimeux qui doivent être manipulés par l'homme avec précaution.

## Description
- Il a été décrit par Born en 1778.
- Sa coquille est épaisse et brillante, les premiers tours de l'apex sont relevés. La spire est droite ou légèrement concave, l'épaulement est large et arrondi. Motifs rectangulaires en bandes orange ou rouges sur fond blanc, base et ouverture lavande.
- Taille : max. 50 mm.

## Répartition
Cette espèce se trouve dans l'océan Indien et dans le Pacifique occidental.

## Habitat
Ce coquillage vit en eaux peu profondes.

## Remarque
Les spécimens âgés et lourds ont souvent la base blanche et non lavande.

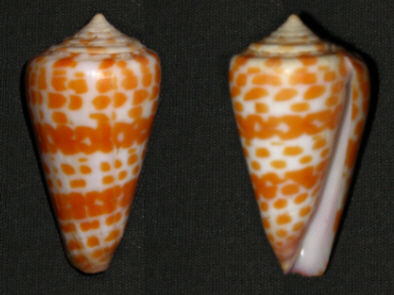
Autre forme.